# Ayco Bastiaens
Ayco Bastiaens, né le 3 juin 1996 à Alost, est un coureur cycliste belge.

## Biographie
Bastiens est considéré comme un débutant tardif dans le peloton professionnel. Après avoir été principalement actif au niveau national, il devient membre de la nouvelle équipe de développement d'Alpecin-Fenix qu'à l'âge de 24 ans, en 2021. En juillet, lors de sa troisième course avec l'équipe, il termine septième du Tour de Bulgarie avec une troisième place dans la dernière étape. Après cela, il court presque exclusivement dans l'UCI WorldTeam d'Alpecin-Fenix. En 2022 et 2023, il ne participe qu'à une seule course pour l'équipe de développement lors de courses internationales. Il court avec comme un rôle d'équipier dans l'équipe, mais reste sans résultat notable.
Pour la saison 2024, il signe un contrat avec la World Team Soudal Quick-Step, où il continue à être utilisé comme équipier,.

## Palmarès
- 2018
  - 3e du Tour de Flandre-Orientale
- 2019
  - 4e étape du Tour du Brabant flamand (contre-la-montre par équipes)
- 2020
  - 2e de Bruxelles-Zepperen

## Classements mondiaux
| Année                                 | 2021  | 2022  |
| ------------------------------------- | ----- | ----- |
| Classement mondial                    | 2068e | 2511e |
| UCI Europe Tour                       | 1403e | 1535e |
|                                       |       |       |
| Légende : nc = non classéSource : UCI |       |       |